# Lilia Podkopayeva
Lilia Oleksandrivna Podkopayeva (en ukrainien : Лілія Олександрівна Подкопаєва (Liliïa Oleksandrivna Podkopaïeva) ; en russe : Лилия Александровна Подкопаева (Lilia Aleksandrovna Podkopaïeva)), née le 15 août 1978 à Donetsk, est une gymnaste ukrainienne.

## Palmarès

### Jeux olympiques
- Atlanta 1996
  -  médaille d'or au concours général individuel
  -  médaille d'or au sol
  -  médaille d'argent à la poutre

### Championnats du monde
- Sabae 1995
  -  médaille d'or au concours général individuel
  -  médaille d'or au saut de cheval
  -  médaille d'argent à la poutre
  -  médaille d'argent aux barres asymétriques

- Brisbane 1994
  -  médaille d'argent à la poutre

### Championnats d'Europe
- Stockholm 1994
  -  médaille d'or au sol
  -  médaille d'argent à la poutre
  -  médaille de bronze au saut de cheval

- Birmingham 1996
  -  médaille d'or au concours général individuel
  -  médaille d'or au sol
  -  médaille d'or aux barres asymétriques
  -  médaille de bronze au saut de cheval

## Reconversion
Elle est devenue juge, entraîneuse, s'est produite à la télévision et est devenue ambassadrice de bonne volonté pour l'ONU.